# RadioGatún
RadioGatún - это криптографический примитив, разработанный Гвидо Бертони, Йоан Даймен, Микаэлем Петерсом и Жилем Ван Ассше. Он был впервые представлен на  конкурсе криптографических примитивов от Национального института стандартов и технологий США в 2006 году.
RadioGatún является семейством из 64 различных хеш-функций, отличающихся единственным параметром – длиной слова в битах (w), лежащей в диапазоне от 1 до 64. Алгоритм использует 58 слов, каждое длиной w, чтобы хранить свое внутреннее состояние. Так, например, 32-битной версии необходимо 232 байта для хранения своего состояния, а 64-битной 464 байта.
RadioGatún может быть использован и как хеш-функция, и как потоковый шифр; он может выдавать последовательность псевдослучайных чисел произвольной длины. Подобные виды хеш-функций известны как функции расширяемого вывода.

## Прародители и потомки
Прообразом для RadioGatún послужила хеш-функция и потоковый шифр конца 90-х годов - Panama, чья хеш-функция к 2001 году уже не являлась криптостойкой. В отличие от своего предка RadioGatún не обладает теми же уязвимостями при использовании его в качестве хеш-функции.
Команда разработчиков, создавшая RadioGatún, продолжила свои исследования и внесла значительные изменения в этот криптографический примитив, что привело к созданию Keccak SHA-3 алгоритма.

## Детали реализации

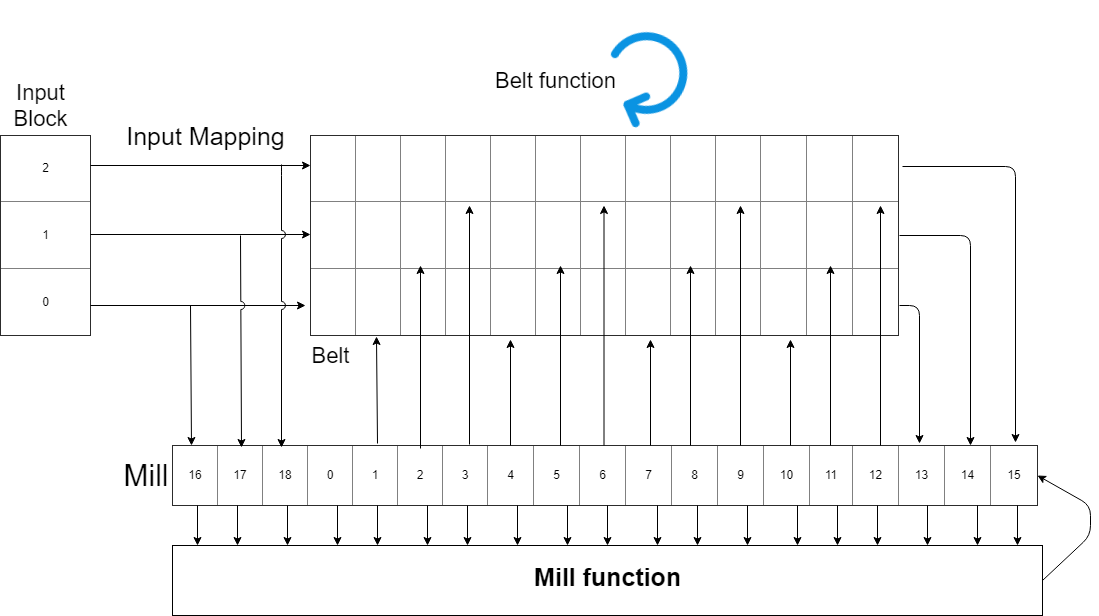
Круговая функция RadioGatun

Функция RadioGatun состоит из двух структурных компонентов, которые объединены в круговую (англ. round) функцию: пояс (англ. belt) и мельница (англ. mill). Мельница {\displaystyle a}  состоит из 19 слов {\displaystyle a[i]}, а пояс {\displaystyle b} представляет из себя 13 каскадов {\displaystyle b[i]} по 3 слова {\displaystyle b[i,j]} в каждом. Блок входных даны {\displaystyle p} состоит из 3 слов {\displaystyle p[i]}, в то время как блок выходных данных {\displaystyle z} включает в себя 2 слова {\displaystyle z[i]}. Все индексы начинаются с 0.
Круговая функция определена в алгоритме 1 и проиллюстрирована на схеме. Она использует функцию мельницы, которая описана алгоритме 2. Реализация потоков входных и выходных данных представлена в алгоритмах 3 и 4.
Алгоритм 1 Реализация круговой функции R на псевдокоде:
```
(
A
,
B
)
 
=
 
R
(
a
,
b
)

for
 
all
 
i
 
do

    
B
[
i
]
 
=
 
b
[
i
 
+
 
1
 
mod
 
13
]

end
 
for
{
Belt
 
function
:
 
simple
 
rotation
}

for
 
i
 
=
 
0
 
to
 
11
 
do

    
B
[
i
 
+
 
1
,
 
i
 
mod
 
3
]
 
=
 
B
[
i
 
+
 
1
,
 
i
 
mod
 
3
]
 
⊕
 
a
[
i
 
+
 
1
]

end
 
for
{
Mill
 
to
 
belt
 
feedforward
}

A
 
=
 
Mill
(
a
)
 
{
Mill
 
function
}

for
 
i
 
=
 
0
 
to
 
2
 
do

    
A
[
i
 
+
 
13
]
 
=
 
A
[
i
 
+
 
13
]
 
⊕
 
b
[
12
,
 
i
]

end
 
for
{
Belt
 
to
 
mill
 
feedforward
}

```

Алгоритм 2 Реализация функции мельницы на псевдокоде:
```
A
 
=
 
Mill
(
a
)

{
all
 
indices
 
should
 
be
 
taken
 
modulo
 
19
,

x
 
≫
 
y
 
denotes
 
rotation
 
of
 
bits
 
within
 
x
 
over
 
y

positions

x
 
|~
 
y
 
denotes
 
performing
 
a
 
bitwise
 
or
 
between
 
x
 

and
 
the
 
bitwise
 
negation
 
of
 
y
}

for
 
all
 
i
 
do

    
A
[
i
]
 
=
 
a
[
i
]
 
⊕
 
(
a
[
i
 
+
 
1
]
|~
a
[
i
 
+
 
2
])

end
 
for
{
γ
:
 
non
-
linearity
}

for
 
all
 
i
 
do

    
a
[
i
]
 
=
 
A
[
7
i
]
 
≫
 
i
(
i
 
+
 
1
)
/
2

end
 
for
{
π
:
 
intra
-
word
 
and
 
inter
-
word
 
dispersion
}

for
 
all
 
i
 
do

    
A
[
i
]
 
=
 
a
[
i
]
 
⊕
 
a
[
i
 
+
 
1
]
 
⊕
 
a
[
i
 
+
 
4
]

end
 
for
{
θ
:
 
diffusion
}

A
[
0
]
 
=
 
A
[
0
]
 
⊕
 
1
 
{
ι
:
 
asymmetry
}

```

Алгоритм 3 Загрузка входных данных на псевдокоде:
```
(
a
,
 
b
)
 
←
 
0

for
 
i
 
=
 
0
 
to
 
2
 
do

    
b
[
0
,
 
i
]
 
=
 
p
[
i
]

    
a
[
i
 
+
 
16
]
 
=
 
p
[
i
]

end
 
for

Return
 
(
a
,
 
b
)

```

Алгоритм 4 Выгрузка выходных данных на псевдокоде:
```
z
[
0
]
 
=
 
a
[
1
]

z
[
1
]
 
=
 
a
[
2
]

Return
 
z

```

## Заявленная надежность
Создатели алгоритма в оригинальной статье утверждают, что первые 19 * w бит (где w – длина используемого слова) выдаваемые RadioGatún это криптографически стойкая хеш-функция. Другими словами, они утверждают, что первые 608 бит 32-битной версии и 1216 бит 64-битной версии RadioGatún могут быть использованы как криптографические хеш-значения.
В терминах атаки «дней рожде́ния», это означает, что для данной длины слова w, RadioGatún спроектирован так, что он неуязвим для атак со сложностью менее 29.5w. Что соответствует 2304 для 32-битной версии и 2608 для 64-битной.
После публикации статьи разработчики пересмотрели заявленную надежность и теперь утверждают, что RadioGatún обладает криптостойкой  функцией губки с мощностью 19w. Это означает, что 32-битная версия RadioGatún может быть использована для создания 304-битного уровня криптостойкости (как от коллизионных атак так и от атак нахождения прообраза), в то же время 64-битная версия обеспечивает 608-битный уровень криптостойкости.

## Криптоанализ
В статье "Two attacks on RadioGatún", Дмитрия Ховратовича (англ. Dmitry Khovratovich) демонстрирует две атаки, которые не опровергают заявленной надежности, одна со сложностью  218w, другая со сложностью  223.1w. Ховратович также написал статью под названием "Cryptanalysis of hash functions with structures", которая описывает атаку со сложностью 218w.
В статье "Analysis of the Collision Resistance of RadioGatún using Algebraic Techniques", Шарль Буйе и Пьер-Ален Фуке представляют способ генерации коллизий с 1-битовой версией алгоритма, используя атаку, которая требует 224.5 операций. Рассматриваемая атака не может быть обобщена на более крупные версии, т.к. со слов авторов статьи все возможные решения, которые были получены для 1-битной версии, оказалось невозможно распространить на n-битные версии. Эта атака является наименее эффективной атакой и также не опровергает заявленной надежности алгоритма.
Атака со сложностью 211w, рассмотренная в статье "Cryptanalysis of RadioGatun" Томаса Фура и Томаса Пейрина, является самой эффективной. Но даже она не опровергает заявленной надежности.

## Тестовые векторы
Единственными вариантами, для которых разработчики предоставили тестовые векторы (опубликованные значения хеш-функции для входных выборок, для которых программисты могут проверить, правильно ли они реализуют алгоритм), являются 32-битные и 64-битные версии.

### RadioGatún[32]
Эти тестовые векторы, сгенерированные с помощью 32-битной версии RadioGatún, отображают только первые 256 бит выходного потока RadioGatún[32]:
```
RadioGatun[32]("") =
F30028B54AFAB6B3E55355D277711109A19BEDA7091067E9A492FB5ED9F20117
```

```
RadioGatun[32]("The quick brown fox jumps over the lazy 
d
og") = 
191589005FEC1F2A248F96A16E9553BF38D0AEE1648FFA036655CE29C2E229AE
```

```
RadioGatun[32]("The quick brown fox jumps over the lazy 
c
og") = 
9ABE1E29997540749A440664BFA67909E91B3DC21B0D381F2686067EF5B38F2E
```

### RadioGatún[64]
Ниже предоставлены хеши для 64-битной версии:
```
RadioGatun[64]("") =
64A9A7FA139905B57BDAB35D33AA216370D5EAE13E77BFCDD85513408311A584
```

```
RadioGatun[64]("The quick brown fox jumps over the lazy 
d
og") = 
6219FB8DAD92EBE5B2F7D18318F8DA13CECBF13289D79F5ABF4D253C6904C807
```

```
RadioGatun[64]("The quick brown fox jumps over the lazy 
c
og") = 
C06265CAC961EA74912695EBF20F1C256A338BC0E980853A3EEF188D4B06FCE5
```